# مجید بهبودف
مجید بهبودف (ترکی آذربایجانی: Behbudov Məcid Behbudalı oğlu; ۱۸ آوریل ۱۸۷۳ – ۶ سپتامبر ۱۹۴۵) خواننده موسیقی‌های مقامی آذربایجانی بود.

## زندگی‌نامه
مجید بهبودف در ۱۸ آوریل سال ۱۸۷۳ در شهر شوشی متولد شد. به گفته جلیل بغدادبیگف، وی حرفه خوانندگی را در سال ۱۹۰۴ آغاز کرد. پیش از آن مجید بهبودف همراه با «تاتئوس»، تارزن، و «ماکیچ»، نوازنده کمانچه، در گروه‌های موسیقی در قره باغ و گنجه و بعدها در روستاها و شهرهای قفقاز آواز می‌خواند. مجید بهبودف سال‌های طولانی به همراهی نوازندگان تار «مشهدی زینال» و «رضابالا» و همچنین «روبن قاراخانوف»، نوازنده کمانچه، در باشگاه «دووریانسکی» تفلیس به خوانندگی مشغول شد. در سال ۱۹۱۰، شرکت «گرامافون» خواننده را برای ضبط صدایش به ریگا دعوت کرد. او از نوازندگان ماهر و باقریحه سه‌گاه «میرزا حسین»، موسیقی‌های مقامی شوشتری و چهارگاه و بسیاری از موسیقی‌های فولک به‌شمار می‌رفت. مجید بهبودف همچنین در تبریز، استانبول و صوفیه کنسرت برگزار کرد.
مجید بهبودف همچنین خدمات بسزایی در توسعه تئاتر اپرا در آذربایجان از خود نشان داد. او در سال ۱۹۱۱ در اپرای «فرهاد و شیرین» «ساشا اوگانزاشویلی» ایفای نقش خسرو را عهده‌دار شد. مجید بهبودف همچنین در اپراها و اپرت‌های عزیر حاجی‌بیگف و در اپرای «صیف الملک» مشهدی جمیل امیروف نقش‌بازی کرد.
مجید بهبودف در ۶ سپتامبر سال ۱۹۴۵ در شهر قزاق آذربایجان شوروی درگذشت.